# Adam Kropiński
Adam Bolesław Kropiński (ur. 11 października 1900 w Przemyślu, zm. 2 marca 1982 w Vancouver) – podpułkownik dyplomowany pilot Wojska Polskiego, uczestnik wojny polsko-ukraińskiej, wojny polsko-bolszewickiej oraz II wojny światowej. Dowódca dywizjonu 300, kawaler Virtuti Militari.

## Życiorys
Syn Bolesława i Anieli Marii z domu Bambach, miał troje rodzeństwa. Uczył się w Przemyślu, od 1907 r. w Szkole Ludowej im. św. Jana Kantego, a od 1911 r. uczęszczał do II Gimnazjum Klasycznego. Od 1916 r. był członkiem I Drużyny Harcerskiej im. gen. Dezyderego Chłapowskiego i Organizacji Młodzieży Niepodległościowej „Zarzewie”. W 1918 r. został powołany do odbycia służby w armii austro-węgierskiej, dostał przydział do 3. pułku artylerii ciężkiej w Budapeszcie. Odbył szkolenie w Szkole Oficerów Rezerwy w Hajmáskér, ale już 9 listopada zgłosił się do służby w odrodzonym Wojsku Polskim, wziął udział w walkach o Przemyśl. Został przydzielony do 1. Przemyskiego pułku artylerii ciężkiej, w jego składzie walczył w rejonie Lwowa podczas wojny polsko-ukraińskiej. Wziął udział w walkach tej jednostki podczas wojny polsko-bolszewickiej. Po zakończeniu walk pozostał w Wojsku Polskim. Ukończył kurs dla młodszych oficerów w Centrum Wyszkolenia Artylerii nr 2, otrzymał przydział do 3. Pułku Artylerii Ciężkiej. W 1923 r. otrzymał przydział do 3. dywizjonu artylerii konnej w Wilnie na stanowisko oficera baterii.
Zgłosił do służby w lotnictwie i od 12 kwietnia do 1 listopada 1926 r. przechodził szkolenie pilotażowe w 3. pułku lotniczym. Po szkoleniu pozostał w pułku, przez krótki okres pełnił funkcję dowódcy 32. eskadry liniowej. 31 stycznia 1931 r. objął stanowisko dowódcy 31. eskadry liniowej. Zdał je w listopadzie kpt. Mateuszowi Iżyckiemu. 10 maja 1932 r. na lotnisku Lublinek uruchomiony został stały obóz szkoleniowy pilotażu silnikowego dla kandydatów z Przysposobienia Wojskowego Lotniczego, jego komendantem został Kropiński.

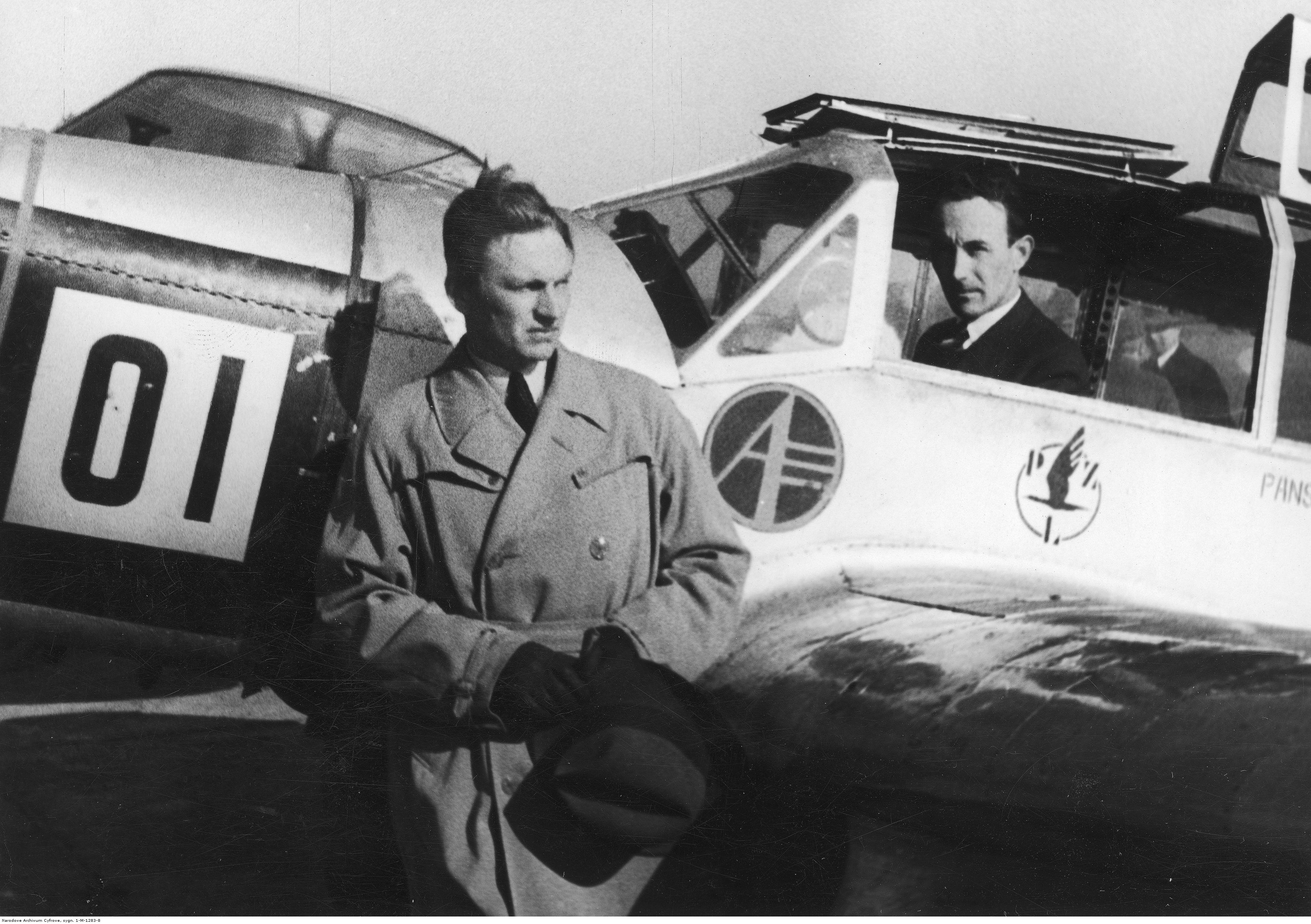
Janusz Mościcki i Adam Kropiński podczas Rajdu Bałkańskiego w kwietniu 1935 r.

Zainteresował się lotnictwem sportowym i brał udział w imprezach lotniczych jako reprezentant Aeroklubu Poznańskiego. Pełnił również funkcję oficera łącznikowego przy tym Aeroklubie. W kwietniu 1933 r. na samolocie PZL.19 (SP-AHH), w załodze z Januszem Mościckim, wziął udział w Rajdzie Bałkańskim. W maju wziął udział w 2. Międzynarodowym Meetingu Lotniczym w Warszawie. W konkurencji lotu na orientację zajął pierwszej miejsce. Dwa tygodnie później, w załodze z Januszem Mościckim i na samolocie RWD-4, wziął udział w 1. Locie Północno-Zachodniej Polski. Ich samolot pierwszego dnia miał awarię silnika, ale ostatecznie zajęli pierwsze miejsce z wynikiem 483 punktów. 10 listopada, podczas tymczasowej Rady Naczelnej Aeroklubu RP został wybrany na członka komisji mającej opracować regulamin Rady oraz Regulamin Sportowy Aeroklubu. 21 maja 1934 r. wziął udział w zlocie gwiaździstym do Łodzi, który odbył się w związku z dniem Legionów.
W kwietniu 1934 r. został skierowany na kurs dla instruktorów pilotażu w Lotniczej Szkole Strzelania i Bombardowania w Grudziądzu, a następnie odbył tam wyższy kurs pilotażu. 19 kwietnia 1935 r. objął stanowisko dowódcy 32. eskadry liniowej. Kolejną jego pasją sportową stało się narciarstwo. W 1934 r. przebywał na obozie narciarskim w Worochocie, w następnym roku jeździł w Tatrach. Na kolejnych obozach pełnił już funkcję instruktora narciarstwa.
3 listopada 1936 r. został skierowany na kurs w Wyższej Szkole Lotniczej, szkolenie ukończył 3 listopada 1937 r. i został przydzielony do Dowództwa 3. Grupy Lotniczej na stanowisko oficera sztabu. 18 sierpnia 1938 r. został mianowany dowódcą dywizjonu szkolnego w 2. pułku lotniczym, od października był przydzielony do Samodzielnej Grupy Operacyjnej „Śląsk”. Następnie do czerwca 1939 r. był członkiem sztabu 3. Grupy Lotniczej „Kraków”. W czasie wojny obronnej był przydzielony do Bazy Lotniczej nr 2, w jej składzie 12 września został ewakuowany do Rumunii przez przejście graniczne w Kutach. Udało mu się uniknąć internowania i 7 listopada dotarł do Paryża. 8 grudnia, w jednym z pierwszych transportów polskich lotników, przedostał się do Wielkiej Brytanii.
Zgłosił się do służby w Polskich Siłach Powietrznych, otrzymał numer służbowy RAF 76600. Po przeszkoleniu na sprzęcie brytyjskim w bazach RAF w Eastchurch, Redhill i Hucknall 22 maja 1940 r. objął funkcję instruktora pilotażu w 18. Operational Training Unit w Bramcote. W późniejszym czasie pełnił tam funkcję dowódcy eskadry i dowódcy dywizjonu szkolnego. 1 stycznia 1942 r., decyzją króla Jerzego VI, za wzorową służbę został wymieniony w sprawozdaniu. 17 czerwca 1942 r. został przydzielony do dywizjonu 300, 31 października objął nad nim dowództwo. 13 lutego 1943 r., podczas nalotu na bazę U-bootów w Lorient, pilotowany przez niego Vickers Wellington przenosił urządzenie „Mandrel” służące do zakłócania pracy niemieckich radarów. Funkcję dowódcy dywizjonu 300 pełnił do 3 maja 1943 r.
W czasie swej tury lotów bojowych wykonał 23 loty na bombardowanie celów w Bremie, Wilhelmshaven, Duisburgu, Hamburgu, Saarbrücken, Düsseldorfie, Osnabrück, Frankfurcie, Kassel, Krefeld oraz Lorient. Następnie pełnił służbę jako oficer łącznikowy Inspektoratu Polskich Sił Powietrznych na Stacji RAF Hemswell, a następnie Faldingworth. W Faldingworth 1 marca 1944 r. objął funkcję komendanta lotniska. 5 września 1944 r. został przydzielony do Polskiej Misji Wojskowej przy Sztabie Naczelnego Dowództwa Alianckich Sił Ekspedycyjnych w Paryżu. Od 13 września 1945 r. znajdował się w dyspozycji dowództwa PSP. Nie zdecydował się na powrót do Polski, 6 grudnia 1946 r. trafił do Polskiego Korpusu Przysposobienia i Rozmieszczenia. 15 marca 1948 r. został zdemobilizowany i osiedlił się na Salt Spring Island w Kanadzie, gdzie prowadził farmę. W 1956 r. zakupił w Kamloops hotel „Acadia”, a w 1971 r. przeniósł się do Vernon. W Kanadzie był aktywnym działaczem środowisk polonijnych. Należał do Koła Lotników „Wilno”, Stowarzyszenia Polskich Kombatantów oraz Klubu Rotariańskiego i Królewskiego Legionu Kanadyjskiego. W 1980 r. został umieszczony w Polskim Domu Opieki „Kopernik” w Vancouver. Zmarł tam 2 marca 1982 r., został pochowany na Mountain View Cemetery.

## Życie prywatne
11 sierpnia 1932 r. w Poznaniu zawarł związek małżeński z Krystyną Tomaszewską. Po raz drugi ożenił się 28 marca 1942 r. w Guildford z Dianą Warren. Trzeci związek małżeński zawarł w 8 kwietnia 1969 r. w Podkowie Leśnej z Ireną Maciejewicz. Z drugiego małżeństwa miał trzech synów: Andrzeja (ur. 1943), Krzysztofa (ur. 1944) i Jerzego (ur. 1946).

## Awanse
W czasie swej służby otrzymał awanse:
- kapral – 30 października 1918 r.,
- podchorąży – 20 lutego 1919 r.,
- podporucznik – 1 czerwca 1919 r.,
- porucznik – 23 marca 1922 r.,
- kapitan – 1  stycznia 1932 r.,
- major – 19 marca 1938 r.[37],
- podpułkownik – 1 marca 1943 r.

## Ordery i odznaczenia
Za swą służbę otrzymał odznaczenia:
- Krzyż Srebrny Virtuti Militari nr 9680,
- Krzyż Walecznych – nadany dwukrotnie w II RP,
- Krzyż Walecznych – nadany trzykrotnie na uchodźstwie,
- Krzyż Waleczności Armii gen. Bułak-Bałachowicza,
- Złoty Krzyż Zasługi,
- Medal Dziesięciolecia Odzyskanej Niepodległości,
- Srebrny Medal za Długoletnią Służbę,
- Brązowy Medal za Długoletnią Służbę,
- Medal Pamiątkowy za Wojnę 1918–1921,
- Medal Lotniczy – trzykrotnie,
- Distinguished Flying Cross,
- 1935–1945 Star,
- Air Crew Europe Star z klamrą,
- Defence Medal,
- War Medal 1939–1945,
- Croix du Combattant Volontaire (Francja),
- Medal Pamiątkowy Jubileuszowy 10 Rocznicy Wojny Niepodległościowej (Łotwa),
- Odznaka pamiątkowa „Orlęta”,
- Gwiazda Przemyśla,
- Pamiątkowa Odznaka Artyleryjska,
- Pamiątkowa Odznaka Artylerii Konnej,
- Polowa Odznaka Pilota,
- Łotewska Odznaka Lotnicza.